# Wildererstein

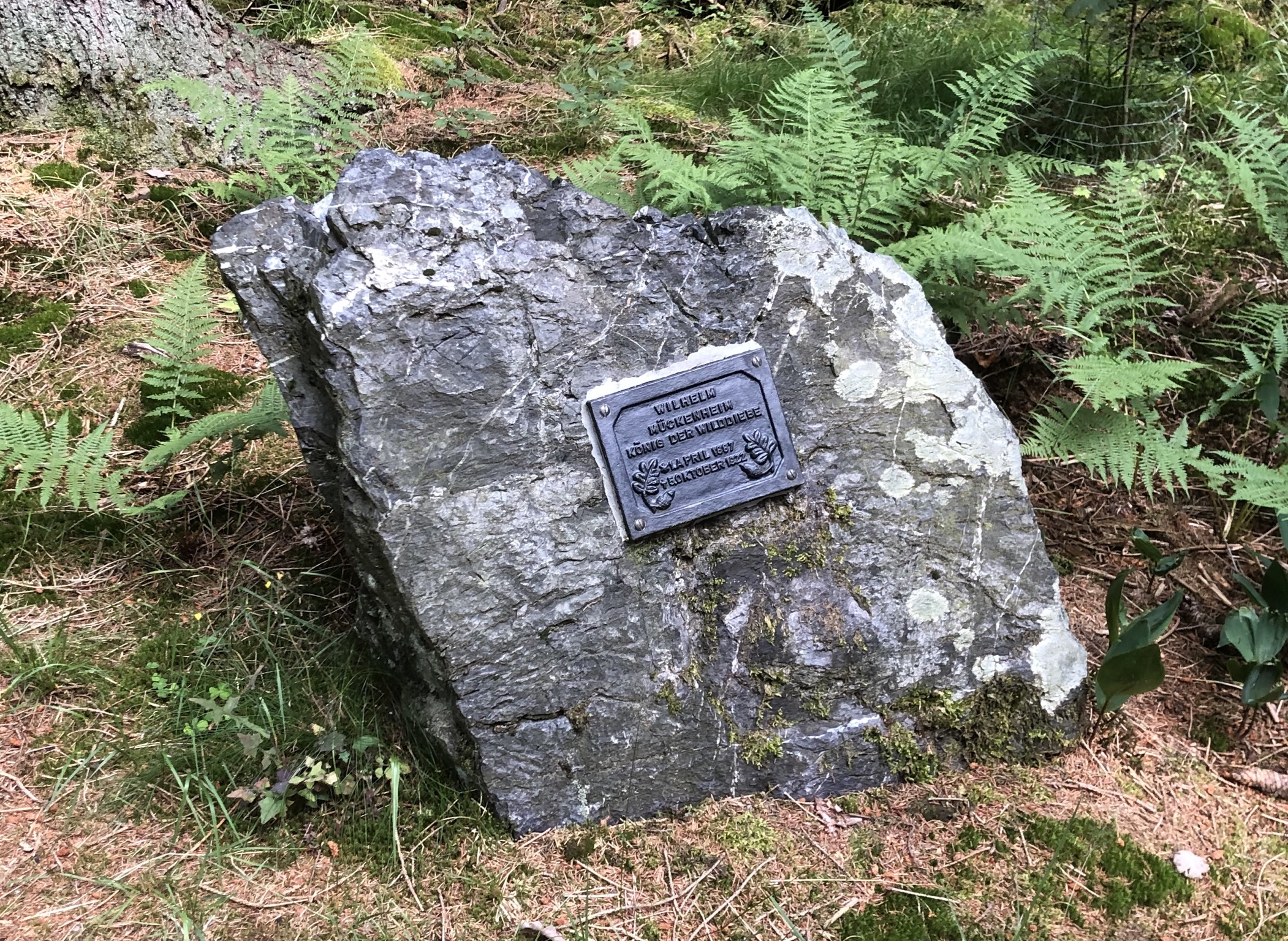
Wildererstein, 2020

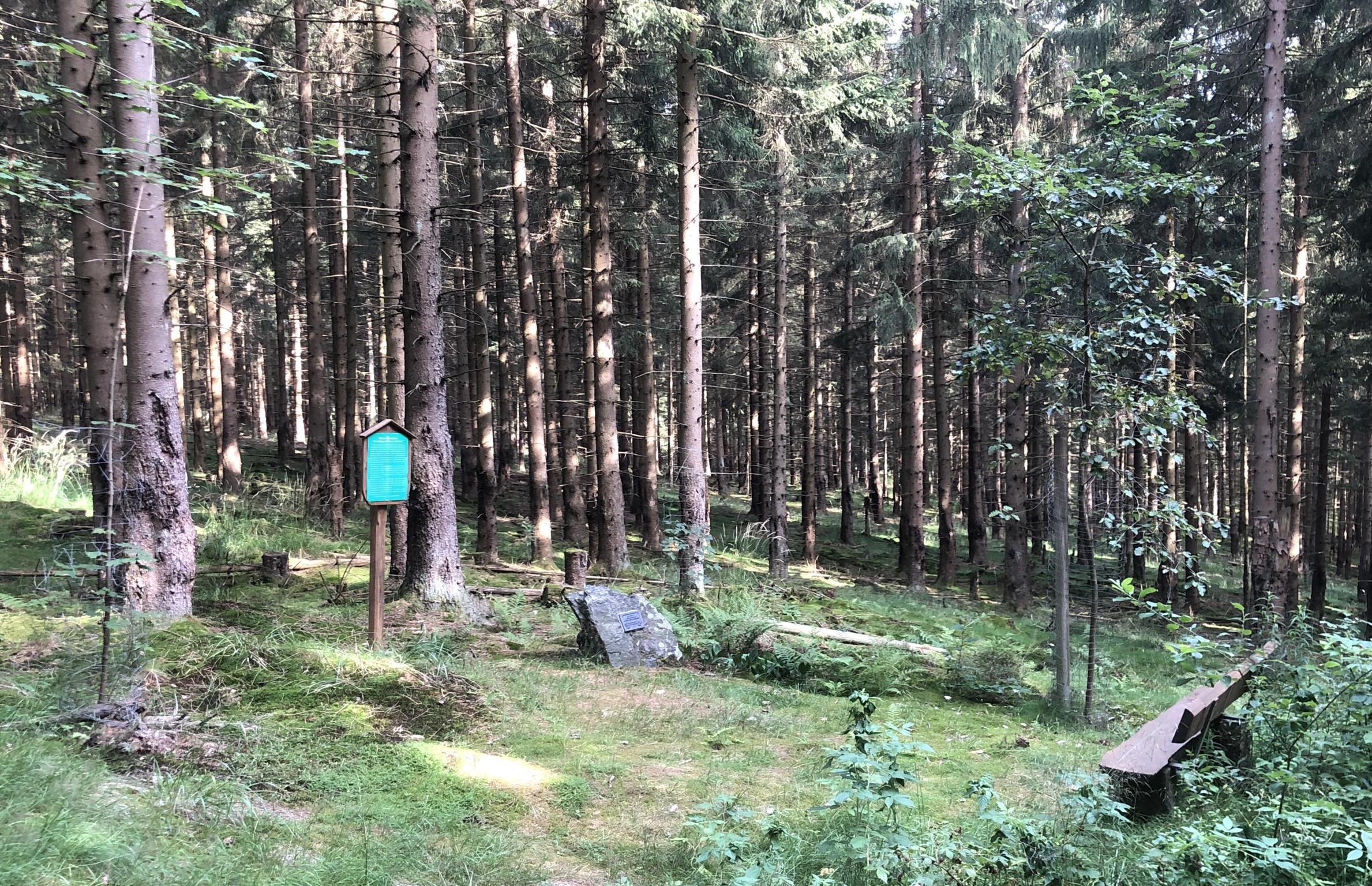
Umgebung des Steins

Der Wildererstein ist ein Gedenkstein für den 1922 erschossenen Wilderer Wilhelm Mückenheim im Harz in Sachsen-Anhalt.

## Lage
Er befindet sich in einem Waldstück am Amkenberg südöstlich des zu Oberharz am Brocken gehörenden Dorfs Elend (Harz) an dem Platz, an dem Wilhelm Mückenheim seiner Schussverletzung erlag.

## Gestaltung
Der Gedenkstein besteht aus Kieselschiefer und soll 500 Kilogramm wiegen. Die Färbung des Steins ist blauschwarz, wobei eine starke Maserung mit weißem Quarz besteht. Seine etwa dreieckige Grundfläche beträgt 60 × 60 × 70 Zentimeter, wobei er eine Höhe von ungefähr 70 Zentimeter erreicht. Auf dem Stein befindet sich eine Inschriftentafel mit der Aufschrift:
WILHELM

MÜCKENHEIM

KÖNIG DER WILDDIEBE

1. APRIL 1887

5. OKTOBER 1922
Als Verzierung ist links und rechts der beiden letzten Zeilen jeweils ein Eichenblatt mit Eichel dargestellt.
Links des Steins befindet sich ein Schild, auf dem die Geschichte Mückenheims dargestellt ist. Im Umfeld des Steins wurden drei Laubbäume, zwei Ahornbäume und eine Eiche gepflanzt. Vor dem Stein ist eine hölzerne Sitzbank aufgestellt.

## Geschichte
Der 1887 in Benneckenstein (Harz) geborene und dort auch lebende Mückenheim war ein in der Region bekannter Wilderer und trug den Beinamen König der Wilderer. Wiederholt saß er wegen Jagdvergehen in Haft. Er war trotzdem in der örtlichen Gesellschaft verankert und genoss durch geglückte Fluchtversuche nach Festnahmen und Großzügigkeit gegenüber Bedürftigen in der Bevölkerung Respekt. Am 5. Oktober 1922 gelangte er am Amkenberg mit anderen Wilderern in eine von zwei Hilfsförstern durchgeführte Aktion gegen Wilderer. Er wurde von einem Schuss schwer verletzt, es gelang ihm jedoch noch über eine Entfernung von 114 Meter zu flüchten. Man fand ihn dann jedoch am nächsten Tag tot, mit seinem Gewehr in der Hand, unter einer Fichte. Er wurde in Benneckenstein beigesetzt.
Anfang der 1930er Jahre ließ der Revierförster Fritz Peter an der Stelle, an der Mückenheim tot aufgefunden worden war, einen Stein setzen. Eine Beschriftung erhielt der Stein jedoch nicht. Der zunächst wohl aufrecht stehende Stein wurde bei Rückearbeiten Ende der 1940er Jahre abgebrochen. Er lag dann unbeachtet am Rande eines Rückewegs. 1955 wurde der Stein bei Vermessungsarbeiten eingemessen. Eine Übernahme dieser Vermessung in offizielle Kartenwerke erfolgte jedoch nicht. Ein Hintergrund könnte die Nähe des Standorts zur damaligen innerdeutschen Grenze sein. Im Folgenden geriet der im Grenzsperrgebiet liegende Stein weitgehend in Vergessenheit.
Ab 1992 – nach der friedlichen Revolution in der DDR und der deutschen Wiedervereinigung bestand kein Grenzsperrgebiet mehr – begannen Brigitte und Karl-Heinz Hahne aus Königshütte (Harz) mit der Suche nach dem Verbleib des Steins. Mit Unterstützung regionaler Ortschronisten sowie des ehemaligen Oberförsters Finke aus Obersdorf und des Jagdpächters G. Hoffmann aus Braunlage konnte der alte Stein im Mai 1996 schließlich gefunden werden. Er besteht aus für den Standort ungewöhnlichem Kieselschiefer. Mit Peter Grosch untersuchte ein Fachmann für den Altbergbau den Stein. Ein von ihm angefertigtes Zertifikat bestätigte die Echtheit des Steins.
Ab Juli 1996 erfolgten Arbeiten zur Gestaltung einer würdigen Umgebung des Steins. So wurden einige Bäume entfernt und ein Pfad angelegt. Am 27. April 1997 brachte der Kultur- und Heimatverein Benneckenstein zusammen mit Engagierten aus Königshütte und Elend eine erläuternde Gedenktafel sowie Hinweisschilder an. Der Plan, direkt in den Stein die Initialen WM und die Jahreszahl 1922 einzumeißeln, musste aufgrund der extremen Härte des Steins aufgegeben werden. Die Kosten von über 800 Deutsche Mark übernahm zum größten Teil der Verein aus Benneckenstein sowie der Jagdpächter Hoffmann, Verwandte Mückenheims, ebenso der Harzklub-Zweigverein Elend, der 2004 auch die Bank aufstellte. Die drei Bäume wurden am 11. Oktober 2004, anlässlich des 82. Todestages, von den Vereinen aus Benneckenstein und Elend sowie der Revierförsterin Grit Defourny angepflanzt.